# Pular (vulcão)
O vulcão Pular é um estratovulcão dos Andes na região de Antofagasta, Chile a 6233 metros de altitude.